# Моран, Анри де
Анри де Моран (фр. Henry de Morant, август 1905 — 1990) — французский историк искусства. Представитель старинного знатного рода. Его отец, граф Камиль Жозеф Эжен де Моран (1866—1942), был инженером-строителем в Версале. Мать — урождённая Жанна Мелин де Вадикур.
Анри де Моран работал куратором музея Тюрпена де Криссе в Анже (Musée Turpin de Crissé à Angers). Музей обладает уникальной коллекцией изделий художественных ремёсел разных стран и народов, включая экзотические предметы культур Африки, Китая, Японии, Индии, собранных художником Ланселот-Теодором Тюрпен де Криссе и переданной им в дар местному Музею изобразительных искусств, как он в то время именовался.
На основании этого собрания с привлечением иных источников Анри де Моран создал первую капитальную «Историю декоративного искусства от истоков до наших дней» (Histoire des arts décoratifs des origines à nos jours suivi de le désign et les tendances actuelles; Paris, Hachette, 1970). В последующие годы эта книга выдержала множество изданий и переводов на языки разных стран мира. В России впервые издана в 1982 году.
Исторической части книги предпослан теоретический очерк о происхождении и специфике «декора и орнамента». Далее материал систематизирован по эпохам и стилям, а внутри каждого раздела — по материалам: камень, дерево, металл, стекло, керамика, текстиль. Книга снабжена справочным аппаратом: списками музеев по странам, библиографией, словарём имён художников-мастеров.